# Список керівників держав 1176 року
Список керівників держав 1176 року — це перелік правителів країн світу 1176 року.
Список керівників держав 1175 року — 1176 рік — Список керівників держав 1177 року — Список керівників держав за роками

## Європа
- Англія
  - Король Англії — Генріх II Короткий Плащ (1154—1189)
- Балканський півострів
  - Боснійський банат — Кулін (номінально; 1167—1180)
  - Дукля — Михайло III (1163/1168-1186)
  - Рашка — Стефан I Неманя (1166—1196)
- Білорусь
  - Вітебське князівство — Всеслав Василькович (1175—1178; вдруге)
  - Друцьке князівство — Гліб Рогволодович (1171? — 1180?)
  - Полоцьке князівство — Всеслав Василькович (1167 — до 1175; 1175? — 1178)
  - Турівське князівство — Святополк Юрійович (1170? — 1190)
- Князь Новгородський — Мстислав Ростиславич Безокий (1175—1176; вдруге); Ярослав Красний (1176—1177)
- Волзька Болгарія — Отяк (1164—1178)
- Вельс
  - Королівство Гвінед — Давид I Узурпатор (1170—1195)
  - Дехейбарт — князь Ріс ап Гріфід (1155—1197)
  - Королівство Повіс — князь Гріфід Майлор I (1160—1191); князь Повіс-Гвенвінвін Овейн Ківейліог (1160—1195)
- Візантійська імперія — Мануїл I (1143—1180)
- Ірландія — верховний король Руайдрі Ва Конхобайр (1166—1198)
  - Айлех — Аед ін Макаем Тойнлеск О'Нейлл (1167—1177)
  - Айргіалла — Мурхад О'Кербайлл (1168—1189)
  - Десмонд — Дермод Мор на Кілл Багайн Мак Карті (1143—1185)
  - Коннахт — Руайдрі О'Конхобайр (1156—1183)
  - Уй Кейннселайг — Домналл Каомханах Муйрхертах мак Домнайл (? — ?)
  - Ормонд (Kingdom of Ormond) — Домнал Хуа Кейннейдіг (1164? — 1181)
  - Томонд — король Домналл Мор О'Брайєн (1168—1194)
  - Улад — Руайдрі мак Кон Улад мак Дуїнн Слейбе (1172—1177)
- Італія
  - Арборейський юдикат — Баризон II (1147—1186)
  - Венеційська республіка — дож Себастьяно Дзіані (1172—1178)
  - Кальярський юдикат — П'єтро Торхіторіо III (1163—1188)
  - Лорітелло — Роберт III (1154—1182)
  - Маркграфство Монферрат — Вільгельм V (1137—1191)
  - Салуццо (маркграфство) — Манфред ІІ (1175—1215)
  - Королівство Сицилія — король Вільгельм II Добрий (1166—1189)
  - Князівство Таранто — Вільгельм II Добрий (1157—1189)
  - Торреський юдикат — Баризон II (1154—1190)
  - Принц-єпископство Тренто — Адельпрето II (1156—1177)
  - Маркграфство Фінале — Енріко I дель Карретто (1162—1185)
- Кавказ
  - Цар Картлі, Кахетії та Абхазії Георгій III (1156—1184)
  - Держава Ільдегізідів — Мухаммед Джахан Пахлаван (1175—1186)
- Німеччина
  - Герцогство Австрія — герцог Генріх II Австрійський (1156—1177)
  - Герцогство Баварія — Генріх Лев (1156—1180)
  - Баденське маркграфство — Герман IV (1160—1190)
  - Берг (герцогство) — Енгельберт I (1160—1189)
  - Берхтесгаден (пробство) — Дітріх (1164—1178)
  - Принц-єпископство Бріксен — Річер фон Гогенбург (1174—1178)
  - Графство Вюртемберг — граф Людвіг II (1158—1181)
  - Вюрцбург (принц-єпископство) — Регінхард фон Абенберг (1171—1186)
  - Архієпископ Зальцбургу — Адальберт ІІІ (1168—1177)
  - Герцогство Каринтія — Герман (1161—1181)
  - Кельнське курфюрство — Філіпп І фон Гайнсберг (1167—1191)
  - Клеве (герцогство) — Дітріх III (1172—1188)
  - Констанц (князівство-єпископство) — Бертольд (1174—1183)
  - Крайна (марка) — Бертольд III (1173—1188)
  - Курпфальц — пфальцграф Конрад (1155/1156-1195)
  - Ландсберг (маркграфство) — Дітріх II (1156—1185)
  - Ліппе-Детмольд — Бернгард II (1168—1196)
  - Лужицька марка — Оттон II Багатий (1156—1190)
  - Любекське князівство-єпископство — Генріх I (1172—1182)
  - Архієпископ Майнца Крістіан I фон Бух (1165—1183)
  - Маркграфство Мейсен — Оттон II Багатий (1156/1157-1190)
  - Меранія (герцогство) — Конрад II (1159—1172/1182)
  - Нюрнберг (бургграфство) — Конрад II фон Рабс (1160—1191)
  - Ободрицький союз — герцог Мекленбурга Прибислав II (1166—1178)
  - Маркграфство Бранденбург — Отто I (1170—1184)
  - Герцогство Померанія — Казимир I (1156—1180)
  - Померанія-Щецін — Богуслав I (1160/1162-1187)
  - Равенсберг (графство) — Генріх (1170? — 1175/1180)
  - Ратцебург (графство) — Бернхард I (1163/1164-1190)
  - Князівство Руян — Яромар I (1170—1218)
  - Герцогство Саксонія — Генріх Лев (1142—1180)
  - граф Тиролю Беротльд (1165—1180)
  - Фельденц (графство) — Герлах II (1146—1189)
  - Герцогство Швабія — Фрідріх III (1147—1190)
  - Шверін (графство) — Гунцелін I (1161—1185)
- Піренейський півострів
  - Королівство Арагон — Альфонсо II (1164—1197)
  - Королівство Леон — король Леону Галісії та Астурії Фернандо II (1157—1188)
  - Королівство Португалія — король Афонсу I (1139—1185)
  - Королівство Наварра — Санчо VI (1150—1194)
  - Майоркська тайфа — Ісхак (1155—1183/1184)
- Польща — Мешко III Старий (1173—1177)
  - Мазовецьке князівство — Лешек Мазовецький (1173—1186)
  - Сандомирське князівство — Казимир II Справедливий (1173—1194)
  - Сілезьке князівство — Болеслав I Високий (1163—1201)
  - Вроцлавське князівство — Болеслав I Високий (1173—1201)
  - Ратиборське князівство — [Мешко IV Кривоногий]] (1173—1211)
  - Опольське князівство — Ярослав Болеславич (1173—1201)
- Велике князівство Владимирське — Михайло Юрійович (1175—1176); Всеволод Велике Гніздо (1176—1212)
- Муромське князівство — Гліб Ростиславич (повторно) (1161—1177)
- Переславль-Залєське князівство Всеволод Велике Гніздо (1175–1176)
- Велике князівство Рязанське — Гліб Ростиславич (повторно) (1161—1177)
  - Трубчевське князівство — Всеволод Буй-Тур (1164—1196)
- Скандинавія
  - король Данії — Вальдемар I Великий (1157—1182)
  - Король Норвегії Маґнус V Ерлінґссон (1161—1184)
  - Швеція — Кнут I Еріксон (1167—1196)
- Угорське князівство — король Бела III (1172—1196)
- Україна — Київський князь Роман Ростиславич (1174—1176); Святослав Всеволодович (1176—1180)
  - Белзьке князівство — Всеволод Мстиславич (1170—1195)
  - Білгородське князівство — Рюрик Ростиславич (1171—1189)
  - Вишгородське князівство — Давид Ростиславич (1167—1180)
  - Волинське князівство — Роман Мстиславич (1173—1188)
  - Галицьке князівство — Ярослав Осмомисл (1153—1187)
  - Дубровицьке князівство — Гліб Юрійович (1168—1190)
  - Курське князівство — Ігор Святославич (1164—1178)
  - князь Луцький — Ярослав Ізяславич (1157—1180)
  - Овруцьке князівство — Рюрик Ростиславич (1168—1194)
  - Переяславське князівство — Володимир Глібович (1169—1187)
  - Сіверське князівство — Олег Святославич (1164—1178)
  - Смоленське князівство — Мстислав Ростиславич (1175—1176); Роман Ростиславич (1176—1180)
  - Чернігівське князівство — Святослав Всеволодович (1164—1177)
    - Стародубське князівство (Сіверщина) — Ярослав Всеволодович (1160—1180)
- Королівство Франція — Людовик VII Молодий (1137—1180)
  - Герцогство Аквітанія — Елеонора I (1137—1204)
  - Арелатське королівство — пфальцграфиня — Беатриса I (1147/1148-1184)
  - Герцогство Бар — Генріх I (1170—1190)
  - Графство Булонь — Іда Лотарінгська (1173—1216), одружена з Жераром Гелдернським († 1181)
  - Графство Бургундія — Беатріс I (1148—1184)
  - Графство Нант — Констанція I (1166—1201)
  - Бретонське герцогство — Констанція I (1166—1201)
  - Голландія — Флоріс III (1157—1190)
  - Ено (графство) — Балдуїн V (1171—1195)
  - Жеводан (графство) — Альфонсо II (1167—1196)
  - Графство Ла Марш — Адальберт IV (1145—1178)
  - Лімбург (герцогство) — Генріх III (1167—1221)
  - Нижня Лотарингія — Готфрід III (1142—1190)
  - граф Лувену і маркграф Брюсселю Готфрід III (1142—1190)
  - Люксембург (графство) — Генріх IV (1136—1196)
  - Льєзьке єпископство — Рудольф фон Церінген (1167—1191)
  - Графство Мен — Генріх I Плантагенет (1151—1189)
  - Монбельяр (графство) — Амедей II де Монфокон (1163—1195)
  - Монпельє (сеньйорія) — Гільйом VIII де Монпельє (1172—1202)
  - Намюр (графство) — Генріх IV (1139—1189)
  - Нормандія — Генріх II Короткий Плащ (1150—1189)
  - Оранж (князівство) — Бертран I (1173—1180)
  - Родез (графство) — Гуго II (1154—1208)
  - Савойське графство — Гумберт III (1148—1189)
  - Графство Тулуза — Раймунд V (1148—1194)
  - Урхельське графство — Ерменгол VII (1154—1184)
  - Фландрія — Філіпп I (1168—1191)
  - Графство Фуа — Роже Бернар I де Фуа (1147/1148-1188)
- Чехія — король Собіслав ІІ (1172/1173-1178)
- Шотландія
  - Король Шотландії Вільгельм I (1165—1214)
- Святий Престол; Папська держава — папа римський Олександр III (1159—1181)
- Вселенський патріарх — Михаїл ІІІ (1170—1177)

## Азія
- Візантійська імперія — Мануїл I (1143—1180)
- Близький Схід
  - Антіохійське князівство — Боемунд III (1163—1201)
  - князівство Галілея — Раймунд III (1171—1187)
  - Єрусалимське королівство — Балдуїн IV (1174—1185)
    - каштелян і сеньйор Рамли Балдуїн Ібелін (1170—1186)
    - Сідонська сеньйорія — Рено Граньє (1171—1187)

  - Графство Триполі — Раймунд III (1152—1187)
  - Яффо-Аскалонське графство — Балдуїн IV (1174—1176); Сибілла (1176—1190) з її чоловіками Вільгельмом Мотеферратським (1176—1177) і Гі де Лузіньяном (1180—1191)
  - Артукіди — правитель Хасанкейфа Мухаммед ібн Кара-Арслан (1167—1185); правитель Мардіна Алпи Наджм ад-дін (1152—1176); Іль-Газі II Кутб ад-дін (1176—1184)
  - Аюбіди — Салах ед Дін (1171—1193)
  - Багдадський халіфат — Аль-Мустаді (1170—1180)
  - Іракський султанат Арслан-шах (1161—1171/1176); Тогрул III (1176—1189)
  - Зангіди — емір Мосула Газі II ібн Маудуді (1170—1179); Синджар — Імад ад-дін Зангі II (1171—1197)
  - Шаріфат Мекки — Дауд ібн Іса (1175—1176); Мукатір ібн Іса; Дауд ібн Іса (1176—1177)
  - Румський султанат — Килич-Арслан II (1156—1192)
  - Данішмендиди у Малатьї Фахр ад-Дін Касім (1152? — 1176?). Знищена сельджуками.
  - Зіяриди — Нізарі — Нур ад-Дін Мухаммад (1166—1210)
  - Держава Ширваншахів — Ахсітан I (1160—1197)
  - Ділмачогуллари — Девлетшах-бей Ділмачоглу (1146—1192)
  - Іналогуллари — Махмуд-бей (1142—1183)
- Шах-Арменіди — Сокман II Насір ад-Дін (1128—1185)
- Мацнабердське князівство — Абас (1170—1176)
- Династія Лі — Лі Као Тонг (1175—1210)
- Індія і Шрі-Ланка
  - Східні Ганги — Раджараджа Дева II (1170—1190)
  - магараджахіраджа Гаріяни Прітхвіпала (1167—1189)
  - Гуджарадеша — Мулараджа II (1175—1178)
  - Гаґавадали — Джаячандра (1170—1194)
  - Гурідський султанат — Абул-Фатіх Ґорі (1163—1202)
  - Джайпур (князівство) — Віалдео (?1146 — ?1179)
  - Джайсалмер (князівство) — Шалівахан Сінгх II (1168—1200)
  - Чандела — магараджахіраджа Джеджа-Бхукті Парамарді (1166—1203)
  - Династія Какатіїв — Пратапарудра I (1157/1158-1195)
  - Династія Карнат — Гангадева (1147—1187)
  - самраат Кашмірської держави (Династія Лохара) — Вуппадева (1172—1180)
  - Мевар (князівство) — ? (1165? — ?)
  - Держава Пандья — Джатаварман Шріваллабха (1175—1180/1190)
  - Парамара — Віндхіяварман (1160—1193)
  - Полоннарува — Паракрамабаху І (1153—1186)
  - Династія Сена — Балалсена (1159—1179)
  - Династія Тхакурі — Рудрадева II (?—1176); Амрітадева (1176—?)
  - Саканбарі — нріпа Сомешвара Чаухан (1169—1178)
  - Династія Сеунів — Маллугі I (1175? — 1187)
  - Держава Хойсалів — Віра Балала II (1173—1220)
  - Західні Чалук'ї — Джагадекамалла III (1164—1183)
  - магараджа держави Чеді й Дагали Джаясімха Калачура (1163—1188)
  - Чола — Раджадхіраджа Чола II (1163—1178)
- Індонезія; Південно-Східна Азія
  - Чампа — Джая Індраварман IV (1167—1190)
  - Кедірі (королівство) — Шрі Арешвара (1171—1181)
  - Сунда — між 1175 і 1297 — Прабу Гуру Дхармасікса
  - Кедах (султанат) — Музаффар-шах I (1136—1179)
- Китай; Монголія
  - Далі — Дуань Чжісін (1171—1200)
  - 1-й хан караїтів Ван-Хан (1165—1203)
  - ідикут Кучі — Клич-Кара (?)
  - 1-й хан найманів Інанч-хан (1143—1198)
  - Династія Сун — Чжао Шень (1162—1189)
  - Західна Ся — Лі Женьсяо (1139—1193)
  - Династія Цзінь — Ваньянь Юн (1161—1189)
- Корея
  - Корьо — Мьонджон (1170—1197)
- Паганське царство — король Наратхейнкха (1171—1194)
- Персія і Середня Азія
  - Ахмадили (Ahmadilis) — Фалак ад-Дін (1173—1189)
  - Баванди — Ардашир I (1173—1205)
  - Газневіди — Хосров Малік (1160—1186)
  - Західнокараханідське ханство — Мухаммад Тамгач-хан (1171—1178)
  - Керманський султанат — Арслан-шах II (1175—1177)
  - шах Хорезму — Ала ад-Дін Текіш (1172—1200)
- Кхмерська імперія — Трібгуванадітьяварман (1166? — 1177)
- Середня Азія
  - Каракитайське ханство — Єлу Пусувань (1163—1177)
  - Східнокараханідське ханство — Мухаммад III Богра-хан (1156—1180)
- Японія — Імператор Такакура (1168—1180)

## Африка
- Альмохади — Абу Якуб Юсуф (1163—1184)
- Кілва (султанат) — Сулейман ібн аль-Хассан ібн Дауд (1170—1189)
- Макурія — Мойсей Георгіос (1159—1190)
- Нрі — Езе Нрі Буіфе (між 1158 і 1258)
- Аюбіди — Салах ед Дін (1171—1193)

## Північна Америка
- Ацкапоцалько — ? до 1240
- Маяпанська ліга — ? до 1195